# ذاكرة الجسد (رواية)
ذاكرة الجسد رواية من تأليف الكاتبة الجزائرية أحلام مستغانمي، وهي حائزة على جائزة نجيب محفوظ للعام 1998. صدرت سنة 1993 في بيروت. بلغت طبعاتها حتى فبراير 2004 19 طبعة. بيع منها حتى الآن أكثر من 3 ملايين نسخة.

## أصداء الرواية
اعتبرها النقّاد أهم عمل روائي صدر في العالم العربي خلال العشر سنوات الأخيرة، وبسبب نجاحاتها ،أثيرت حولها الزوابع مما جعلها الرواية الأشهر والأكثر إثارة للجدل. ظلّت لعدّة سنوات الرواية الأكثر مبيعاً حسب إحصائيات معارض الكتاب العربية (معرض بيروت – عمّان- سوريا- تونس- الشارقة). صدرت عن الرواية عدد من الدراسات والأطروحات الجامعيّة عبر العالم العربي في جامعات الأردن، سوريا، الجزائر، تونس، المغرب، مرسيليا، والبحرين.

## خلاصة الرواية
رسام يدعى «خالد بن طوبال» فقد ذراعه أثناء الحرب، يقع في غرام فتاة جميلة تدعى «حياة»، هي ابنة مناضل جزائري كان صديقاً لخالد أثناء ثورة التحرير، لكن والدها قتل أثناء الحرب التحريرية الكبرى ضد الاستعمار الفرنسي للجزائر. أما هي فتغرم به دون اعتراف منها بذلك، ومع ظهور صديق له يدعى زياد وهو مناضل في الثورة الفلسطينية تتشابك الأحداث بينهما (خالد وحياة)، لكن وفي الأخير تواجه تقاليد مجتمعها وتتزوج بشخصية كبيرة وذات نفوذ ضخمة في الحكومة الجزائرية، هذا الزواج وظروف أخرى قاهرة يمر منها خالد ستتسبب في انهيار كلي لحياته.

## الإنتاج الفني
اشترت شركة أفلام مصر العالمية سنة 1998، حقوق الرواية لإنتاجها سينمائياً، لكن بطلب من المؤلفة ألغي العقد سنة 2001. كما أبدى الممثل العربي القدير نور الشريف أكثر من مرّة أمنيته في نقل هذا العمل إلى السينما في فيلم ضخم، وعد بإيصاله إلى مهرجان كان العالمي. كما تداولت الصحافة العربية لعدة سنوات أسماء ممثلات رشّحن لأداء الدور النسائي في هذا الفيلم.
وكانت الفنانة الجزائرية أمل بوشوشة بدأت تجربتها الأولى في الدراما التلفزيونية عبر مسلسل ذاكرة الجسد، بعدما انطلقت في الغناء وتقديم البرامج.
المسلسل يتألف من 30 حلقة بطولة الفنان السوري الكبير جمال سليمان وعرض خلال شهر رمضان 2010 على شاشة "أبوظبي"، من إخراج السوري نجدة إسماعيل أنزور، إلا أن العمل لم يلق النجاح المتوقع وذلك بسبب عدم قدرته على نقل شعرية النص الذي شكل مصدر نجاح العمل الروائي غير أن العمل يعتبر من ضمن الانتاجات السينمائية النادرة التي تحاكي الطبقة المثقفة.
تجسّد أمل بوشوشة شخصية "حياة"، ابنة مناضل جزائري استشهد أثناء الحرب التحريرية الكبرى ضد الاحتلال الفرنسي بهدف نيل الاستقلال. يُغرم بها رفيق والدها في الجهاد المسلّح والموكل للحفاظ على أسرتها المؤلفة منها ومن والدتها وشقيقها، بينما تُغرم هي بصحافي وكاتب فلسطيني يناضل في سبيل القضية الفلسطينية.

## الجوائز
- حصلت على جائزة نجيب محفوظ للرواية سنة 1998، وهي جائزة تمنحها الجامعة الأميركية بالقاهرة لأهم عمل روائي بالّلغة العربية.
- «جائزة نور» عن مؤسسة نور للإبداع النسائي القاهرة 1996.
- جائزة «جورج طربيه للثقافة والإبداع» سنة 1999 لأهم إنتاج إبداعي (بيروت).

تُرجمت الرواية إلى عدّة لغات عالمية منها: - الإنجليزية (صدرت الطبعة الثانية سنة 2003)، الفرنسية (سنة 2003 عن دار Albin Michel تصدر الطبعة الثانية هذا العام في سلسلة كتاب الجيب)، الإيطالية، الصينية، الكردية.
يراها النقاد رواية رائعة ثائرة متجددة في صورها الشاعرية وتاريخيتها السردية وزخم أحداثها المتواصل، ويعتبرها من أفضل روايات القرن بفضل لغتها الشاعرية وسردها الحكائي البصري وصورها المتجددة.

## وصلات خارجية
- آراء القراء حول رواية ذاكرة الجسد على موقع أبجد